# تشارلز بيركنز تومسون
تشارلز بيركنز تومسون (بالإنجليزية: Charles Perkins Thompson)‏ هو قاضي ومحامي وسياسي أمريكي، ولد في 7 يوليو 1827 في الولايات المتحدة، وتوفي بنفس المكان في 19 يناير 1894. حزبياً، نشط في الحزب الديمقراطي. انتخب عضو مجلس نواب ماساتشوستس وانتخب عضو مجلس النواب الأمريكي.